# Casa de les Ardenes
La casa de les Ardenes (o Wigeríquides) és la dinastia comtal post carolíngia descendent del comte palatí de Lotaríngia Wigeric (citat des de 899; † abans de 921/922).

## Genealogia
```
Wigeric
, comte palatí i comte de Bidgau
X 
Cunegunda de França
, fille d'
Ermentruda
 et neta de 
Lluís el Tartamut
, rei de França.
│
├──> 
Frederic I
 (mort el 978), comte de Bar i duc de l'Alta Lotaríngia
│ X 
Beatriu
, filla d'
Hug el Gran
, duc de França
│ │
│ ├──>Enric (mort el 978)
│ │
│ ├──> 
Adalberó II
, bisbe de Verdun i després de Metz (mort el 1005)
│ │
│ ├──> 
Teodoric I de Lorena
 (mort el vers 1027), comte de Bar, duc de Lorena
│ │ X Riquilda de Metz
│ │ │
│ │ ├──> 
Frederic II
 (mort el vers 1028), comte de Bar, duc de Lorena
│ │ │ X Matilde de Suàbia
│ │ │ │
│ │ │ ├──> 
Frederic III
 (1020 -1033), comte de Bar, duc de Lorena
│ │ │ │
│ │ │ ├──> 
Beatriu de Bar
 (morta el 1076)
│ │ │ │ X 1) 
Bonifaci III
, marquès de Toscana (mort el 1052)
│ │ │ │ X 2) 
Godofreu II
 (mort el 1069), duc de Baixa Lotaríngia
│ │ │ │ │
│ │ │ │ └─1>
Matilde
 (morta el 1115)

│ │ │ │ 
X 
Godofreu III
 (mort el 1076), duc de Baixa Lotaríngia

│ │ │ │
│ │ │ └──> 
Sofia
 (1018 -1093), comtessa de Bar i de Mousson
│ │ │ X 
Lluís
 (mort el 1073), comte de Montbéliard
│ │ │
│ │ └─?>Adela (mort el 995)
│ │ X Walram I, comte d'Arlon
│ │ │
│ │ └──>
Walerà II
, comte d'Arlon i I de Limburg

│ │ │
│ │ └──>
Enric I de Limburg
, duc de Limburg i de Baixa Lotaríngia

│ │
│ └──>Ida
│ X 
Radbot d'Altenburg

│
├──> 
Adalberó I
, 
bisbe de Metz
 (mort el 962)
│
├──>Gislebert (mort el 964), comte a les Ardenes
│ X Edwigis
│ │
│ └──>Godefroi, esmentat el 965
│
├──>Sigebert, esmentat el 942
│
│
├──>Goslí, comte de Bidgau, abat laic de Gorze (mort el 942)
│ X Oda de Metz, filla del comte 
Gerard I de Metz
, 
│ │ i d'
Oda de Saxònia
 (vídua 
Zuentibold
, germana d'
Enric I el Falconer
)
│ │
│ ├──> 
Godofreu el Captiu
 (mort el 1002)
│ │ X Matilde de Saxònia
│ │ │
│ │ ├──> 
Godofreu I (mort el 1023), comte de Verdun, després duc Baixa Lotaríngia

│ │ │
│ │ ├──>Frederic (mort el 1022), comte de Verdun
│ │ │
│ │ ├──>Herman (mort el 1029), comte de Brabant, comte de Verdun
│ │ │ │
│ │ │ ├──>Herman, mort jove (enterrat a Velzeke)
│ │ │ ├──>Gregori, arxidiaca de Lieja
│ │ │ ├──>Godofreu
│ │ │ ├──>Bertilda, mora jove (enterrada à Velzeke)
│ │ │ ├──>Odila, abadessa d'Hohenburg a Alsace
│ │ │ │
│ │ │ └──>Matilde
│ │ │ X després de 1015 
Renyer V
 (mort el 1039), comte de Mons
│ │ │ │
│ │ │ └──>Herman de Mons (†1051) 
│ │ │ X Riquilda d'Egisheim, comtessa d'Hainaut (mort el 1083)
│ │ │
│ │ ├──> 
Adalberó
 (mort el 989), bisbe de Verdun (984-988)
│ │ │
│ │ ├──> 
Goteló I
 (mort el 1044), marquès d'Amberes, després duc de Baixa i Alta Lotaríngia.
│ │ │ │
│ │ │ ├──> 
Godofreu II el Barbut
 (mort el 1069), duc de Baixa i Alta Lotaríngia
│ │ │ │ X 1) Doda
│ │ │ │ X 2) 
Beatriu de Lorena
 (mort el 1076)
│ │ │ │ │
│ │ │ │ ├──> 
Godofreu III el Geperut
 (mort el 1076), duc de Baixa Lotaríngia
│ │ │ │ │ X 
Matilde de Toscana
 (mort el 1115)
│ │ │ │ │ │
│ │ │ │ │ └──>Beatriu (mort el 1071)
│ │ │ │ │
│ │ │ │ ├──> Santa 
Ida de Boulogne
 (morts el 1113)
│ │ │ │ │ X 
Eustaqui II
 (mort el 1080), comte de Boulogne
│ │ │ │ │
│ │ │ │ └──>Wiltruda 
│ │ │ │ X Adalbert de Calw (mort el 1099)
│ │ │ │
│ │ │ ├──> 
Frederic
 (mort el 1058), 
papa
 com Esteve IX
│ │ │ │
│ │ │ ├──>Oda
│ │ │ │ X 
Lambert II de Lovaina
 (mort el 1054), 
│ │ │ │
│ │ │ ├──>Regelinda
│ │ │ │ X 
Albert II
 (mort el 1063), comte de Namur
│ │ │ │
│ │ │ └──>Matilde (morts el 1060)
│ │ │ X 1) Sigebod de Santois
│ │ │ X 2) Comte palatí Enric I de Lotaríngia, "el Furiós" o "el Monjo" (mort el 1061)
│ │ │ │
│ │ │ └──>Comte palatí Herman II de Lotaríngia (mort el 1085)
│ │ │ X Adela (morta el 1100), filla d'Otó d'Orlamunde, marquès de Meissen,
│ │ │ comte de Weimar
│ │ │ 
│ │ ├──>Ermengarda(morts el 1042)
│ │ │ X Otó de Hammerstein, comte al Wettergau 
│ │ │
│ │ ├──>NN x Godissó comte d'Aspelt 
│ │ │
│ │ └──>Ermentruda
│ │ X Arnold de Rumigny (mort el 1010), senyor de Florennes
│ │
│ ├──> 
Adalberó de Reims
, arquebisbe de Reims (mort el 989)
│ │
│ └──>Renyer de Bastogne (
filiació dubtosa
)
│ │
│ ├──>Bardo, esmentat el 985
│ │
│ ├──> 
Adalberó de Laon
 (mort el 1030), bisbe de Laon
│ │
│ └──>Goteló, comte a les Ardenes (965 † 1028)
│ │
│ └──>Cunegunda, esmentada el 1028
│
└──> 
Sigifred
 (922 † 998), comte de Luxemburg
│
├──> 
Enric V de Baviera
 (mort el 1026), comte a Luxemburg, duc de Baviera 1017-1026
│
├──>Sigifred, esmentat el 985
│
├──> 
Frederic
 (mort el 1019), comte a Moselgau
│ │
│ ├──> 
Enric II
 (mort el 1047), comte de Luxemburg
│ │
│ ├──> 
Frederic
 (1003 † 1065), duc de Baixa Lotaríngia
│ │ X Gerberga de Boulogne
│ │ │
│ │ └──>Judit
│ │ X 
Walerà II
, comte d'Arlon i de 
Limburg

│ │ │
│ │ └──>
Enric I de Limburg
, duc de Limburg i de Baixa Lotaríngia

│ │
│ ├──> 
Giselbert
 (1007 † 1059), comte de Longwy, de Salm i de Luxemburg 
│ │ │
│ │ ├──> 
Conrad I
 (1040 † 1086), comte a Luxemburg 
│ │ │ X 
Clemència d'Aquitània
 (1060 † 1142)
│ │ │ │
│ │ │ ├──> 
Enric III
 (mort el 1086), comte à Luxemburg
│ │ │ │
│ │ │ ├──> Conrad, esmentat el 1080
│ │ │ │
│ │ │ ├──> Matilde (1070 †)
│ │ │ │ X Godofreu (1075 †), comte de Bleisgau
│ │ │ │
│ │ │ ├──> Rodolf (mort el 1099), abat de Saint-Vannes a Verdun
│ │ │ │
│ │ │ ├──> 
Ermesinda
 (1075 -1143)
│ │ │ │ X 1) Albert II (mort el 1098), comte d'Egisheim i de Dagsbourg
│ │ │ │ X 2) 
Godofreu
 (1067 † 1139), comte de Namur
│ │ │ │
│ │ │ └──> 
Guillem I
 (1081 † 1131), comte de Luxemburg
│ │ │ X 1105 Matilde de Nordheim
│ │ │ │
│ │ │ ├──> 
Conrad II
 (mort el 1136), comte de Luxemburg
│ │ │ │
│ │ │ ├──> Guillem, comte de Gleiberg, esmentat el 1131 i 1158
│ │ │ │
│ │ │ └──> Liutgarda (1120 † 1170)
│ │ │ X Enric II (1125 † 1211), comte de Grandpré
│ │ │
│ │ ├──> 
Herman I
 (mort el 1088), comte de Salm, anti-rei oposat a 
Enric IV
 entre 1081-1088
│ │ │ │
│ │ │ └──> 
casa de Salm

│ │ │
│ │ ├──>filla X Thierry o Teodoric d'Hillesleben
│ │ │
│ │ ├──>fille X Conó, comte d'Oltingen
│ │ │
│ │ ├──>Adalberó (mort el 1097 a Antioquia de l'Orontes), magnat a Metz
│ │ │
│ │ └──>Jutta X Udo de Limborg
│ │
│ ├──> 
Adalberó III
 (mort el 1072), 
bisbe de Metz

│ │
│ ├──>Teodoric o Thierry, pare de :
│ │ │
│ │ ├──>Teodoric o Thierry (mort el 1075)
│ │ │
│ │ ├──>Enric II de Laach (mort el 1095), comte palatí del Rin
│ │ │
│ │ └──> 
Poppó
 (mort el 1103), bisbe de Metz
│ │
│ ├──>Ogiva (vers 990 † 1036)
│ │ X 
Balduí IV
 (980 † 1035), comte de Flandes
│ │
│ ├──>Ermengarda (1000 † 1057)
│ │ X Welf II d'Altdorf, comte a Lechrain (mort el 1030)
│ │
│ ├──>Oda, canongessa a Remiremont, després abadessa de Saint-Rémy a Lunéville
│ │
│ └──>Gisela (1019 † després de 1058)
│ X Radulf, 
senyor d'Alost
 (mort el després de 1038)
│
├──> 
Thierry o Teodoric II
 (mort el 1047), bisbe de Metz
│
├──>Adalberó, canonge à Trèveris
│
├──>Gislebert (mort el 1004), comte a Moselgau
│
├──> 
Cunegunda

│ X 
Enric II
, emperador romanogermànic
│
├──>Eva
│ X Gerard, comte de Metz
│
├──>Ermentruda, abadessa
│
├──>Luitgarda
│ X 
Arnuld I
, comte d'Holanda
│
└──>NN X Thietmar, comte.
```